# Día de los Reyes Magos
Día de los Reyes Magos (6. Januar) ist der bedeutendste Weihnachtsfeiertag in Spanien und manchen Ländern Lateinamerikas. In Spanien ist er seit 1885 ein gesetzlicher Feiertag.
Am Día de los Reyes Magos bekommen Kinder in Spanien im Allgemeinen ihre Weihnachtsgeschenke. Am Abend des 5. Januar stellen sie am Fenster neben ihren Schuhen ein Glas Likör und einen Keks für jeden der drei Könige Balthasar aus Afrika, Caspar aus Asien und Melchior aus Europa bereit und legen ein bisschen Hafer oder Brot für die Kamele oder Pferde aus. In zahlreichen Orten in ganz Spanien sind die heiligen drei Könige zu Pferd, früher auch mit Kamelen oder mit aufwendigen Wagen oder auch Kutschen, unterwegs und werfen den Kindern, die die Straßen säumen, Leckereien zu.
Die Tradition wird in den Familien am Abend mit dem typischen Roscón de Reyes, einem kreisrunden, mit Dickzuckerfrüchten und farbigen Zuckersteinchen verziertem Dreikönigskuchen, begangen. An diesem Tag wird auch der Weihnachtsschmuck entfernt.
In Mexiko wurde die Tradition des Dreikönigskuchen Roscón de Reyes im sechzehnten Jahrhundert aus Spanien importiert. In vielen Teilen des Landes wird der Kuchen mit heißer Schokolade oder Maisbrei verzehrt und mit Honig und Früchten wie Datteln und Feigen versehen.